# Hydrationsenergie
Als Hydrationsenergie (auch Hydratationsenergie oder Hydrationsenthalpie) wird die Energie bezeichnet, die freigesetzt wird, wenn sich Wassermoleküle an Ionen anlagern. Es handelt sich um einen Spezialfall der Solvationsenergie mit Wasser als Solvens (Lösungsmittel). Löst sich z. B. ein Salz in Wasser, so werden die Ionen am Rande des Ionengitters von Wassermolekülen aus dem Gitter herausgelöst und von ihnen umhüllt.
- Bei Salzen, bei denen die Hydrationsenergie größer oder gleich der Gitterenergie ist (Überkompensation), tritt beim Lösen eine Erwärmung des Salz-Wasser-Gemischs ein (exotherme Reaktion), Beispiel: wasserfreies Calcium(II)-chlorid (CaCl2). Solche Salze bezeichnet man als gut löslich.
- Wird die zum Auflösen des Salzes benötigte Gitterenergie nicht völlig von der Hydrationsenergie gedeckt, so handelt es sich um eine endotherme Reaktion, wobei die noch nötige Energie der Wärmeenergie des Wassers entnommen wird. Ein Beispiel ist nicht wasserfreies Calciumchlorid (CaCl2): beim  Lösen von Calciumchlorid-Hexahydrat (CaCl2 · 6 H2O) kühlt sich die Lösung ab.